# 毌丘姓
毌丘姓是古代漢字複姓，出自媯姓，戰國時期齊宣王封「毌丘」（今山東曹縣）予其弟子都，其後代有人改為毌丘氏，是謂胡毌子都為毌丘姓始祖。《史记·田敬仲完世家》載：「（齊）宣公四十八年，取魯之城。明年，宣公與鄭人會西城。伐衛，取毌丘」。
毌丘姓後人因簡化、避禍，分別改姓為毌姓、貫姓、毋姓（郡望：鉅鹿郡）、通姓（郡望：西河郡）、丘姓、邱姓（郡望：河南郡）等，至今毌丘姓人士已極為稀少。

### 宗祠六言通用聯
- 上聯：報吳侯而名子
- 下聯：定遼左以紀勳

## 人物
- 毌丘長：東漢時期孝子。
- 毌丘儉：三國時期曹魏後期名將，家族為河東聞喜人，曾與文欽聯合發動毌丘儉文欽之亂。
- 毌丘興：毌丘儉之父，曾任武威太守，官至將作大將，封鄉侯。
- 毌丘甸：毌丘儉之子，三國時期曹魏官員，官拜治書侍御史。